# Ragnar Askmark
Karl Folke Ragnar Askmark, född 1 oktober 1914 i Lund, död 19 februari 1983 i Burlöv, var biskop i Linköpings stift från 1959 till 1980. Han var även verksam som teologisk författare och kyrkohistoriker.

## Biografi
Ragnar Askmark föddes 1914 i Lund. Han var son till vagntillsyningsmannen August Andersson och Carolina Björck. Askmark blev teologie kandidat 1936 och prästvigdes 1938. Askmark blev teologie doktor i Lund 1943 och samma år docent i praktisk teologi och kyrkorätt. År 1949 blev han rektor vid Svenska kyrkans lekmannaskola i Sigtuna, 1951 domprost i Göteborg. Från 1949 var Askmark ordförande i Riksförbundet Kyrklig ungdom.

### Familj
Askmark  gifte sig 1947 med Eivor Bergman (född 1924), dotter till mäklaren Hilding Bergman och Helga Johansson. De fick tillsammans barnen Håkan Askmark (född 1949) och Gunnar Askmark (född 1951).